# 山隈站

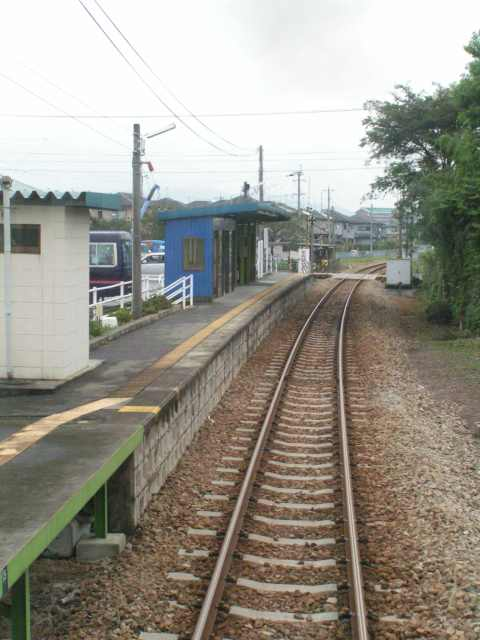
月台（2006年8月29日）

山隈站（日语：／ Yamaguma eki */?）是位於福岡縣朝倉郡筑前町山隈，甘木鐵道甘木線車站。

## 歷史
- 1987年（昭和62年）11月1日 - 甘木鐵道車站啟用。

## 車站構造
車站是一座地面車站，設有1面1線的單式月台。此站沒有車站大樓，只有候車室。此站沒有無人車站。廁所位於月台靠近西太刀洗一方。

## 使用狀況
| 乘車人次變化 | 乘車人次變化 |
| 年度         | 1日平均人次  |
| ------------ | ------------ |
| 2011年       | 230          |
| 2012年       | 243          |
| 2013年       | 229          |
| 2014年       | 199          |
| 2015年       | 235          |
| 2016年       | 218          |
| 2017年       | 212          |
| 2018年       | 226          |

## 車站周邊
- 古蹟 菊池武光公太刀洗（日语：太刀洗）傳承之地
- 7-11三輪山隈店
- 上高場之大藤
- Carner Park花立山溫泉
- 國道500號
- 折扣Cosmos藥品（日语：コスモス薬品）大刀洗店
- Family Fashion Yamadai　大刀洗店
- 殘障人士支援設施　菊池園
- 藏出明太子之榮屋
- 日本New Holland　福岡營業所
- 杏實烏冬
- 香港一（中華料理）
- 蛋Land（西式糖果、蛋糕）
- 藥師烏冬
- Mamizu大刀洗店

## 巴士路線
- 甘木觀光巴士（日语：甘木観光バス）「山隈」巴士站 - Mekubaru、三輪小學方向
- 筑前町地域巡回巴士「甘鐵山隈站前」巴士站 - 三輪地區C路線

## 相鄰車站
甘木鐵道
■甘木線
西太刀洗－山隈－太刀洗

## 注腳
1. 1 2  平成25年度版 九州運輸要覧 （页面存档备份，存于）（日語），2020年9月2日參閲
2. ↑  平成24年度版 九州運輸要覧 （页面存档备份，存于）（日語），2020年9月2日參閲
3. ↑  平成26年度版 九州運輸要覧 （页面存档备份，存于）（日語），2020年9月2日參閲
4. ↑  平成27年度版 九州運輸要覧 （页面存档备份，存于）（日語），2020年9月2日參閲
5. ↑  平成28年度版 九州運輸要覧 （页面存档备份，存于）（日語），2020年9月2日參閲
6. ↑  平成29年度版 九州運輸要覧 （页面存档备份，存于）（日語），2020年9月2日參閲